# Aéroport de Zhanjiang-Wuchuan
L'aéroport de Zhanjiang-Wuchuan est un aéroport chinois desservant la ville de Zhanjiang dans la Province du Guangdong, code IATA : ZHA • code OACI : ZGZJ.

## Histoire
Le nouvel aéroport de Zhanjiang a été mis en service en mars 2022, remplaçant l'ancien aéroport de Zhanjiang.

## Compagnies aériennes et destinations
| Compagnies              | Destinations |
| ----------------------- | --- |
| Air China               | Pékin-Capitale, Chengdu-Tianfu, Hangzhou-Xiaoshan, Wuhan |
| China Eastern Airlines  | Chengdu-Shuangliu, Chongqing-Jiangbei, Dalian-Zhoushuizi, Hangzhou-Xiaoshan, Kunming-Changshui, Luzhou-Yunlong, Nankin, Ningbo, Qingdao-Jiaodong, Shanghai-Pudong, Shenyang, Wuhan, Xi'an-Xianyang, Xining-Caojiabao |
| China Express Airlines  | Bangkok-Don Muang, Chongqing-Jiangbei, Guiyang, Meixian (en), Phnom Penh, Zhuhai |
| China Southern Airlines | Canton-Baiyun, Shenzhen-Bao'an, Xi'an-Xianyang, Zhengzhou |
| Hainan Airlines         | Haikou, Jinan |
| Hebei Airlines          | Fuzhou-Chánglè, Nankin, Shijiazhuang |
| Jiangxi Air             | Nanchang-Changbei |
| Lucky Air               | Ganzhou Huangjin, Zhengzhou |
| Okay Airways            | Changsha, Tianjin Binhai |
| Qingdao Airlines        | Huangshan-Tunxi, Qingdao-Jiaodong, Sihanoukville, Zunyi (zh) |
| Shanghai Airlines       | Hong Kong, Shanghai-Hongqiao, Shanghai-Pudong, Wuhan, Xiamen-Gaoqi |
| Shenzhen Airlines       | Huizhou Pingtan (en), Shenzhen-Bao'an, Wenzhou-Longwan, Wuxi/Suzhou |
| Spring Airlines         | Shantou-Chaozhou-Jieyang, Shanghai-Hongqiao, Shanghai-Pudong, Shenyang |
| Tianjin Airlines        | Guiyang, Haikou, Liuzhou, Sanya-Phénix |

Édité le 25/03/2022